# بلازس تاروكزي
بلازس تاروكزي (بالمجرية: Taróczy Balázs)‏ مواليد 9 مايو 1954 في بودابست، هو لاعب كرة مضرب مجري سابق بدأ مسيرته كمحترف سنة 1972 وكان يلعب باليد اليمنى، اعتزل اللعب في 1990. كما أنه أحد أبطال الجراند سلام. أعلى تصنيف له في الفردي كان المركز الـ 12 في سنة 1982.

## روابط خارجية
- بلازس تاروكزي على موقع رابطة محترفي التنس (الإنجليزية)
- بلازس تاروكزي على موقع الاتحاد الدولي لكرة المضرب (الإنجليزية)
- بلازس تاروكزي على موقع كأس ديفيز (الإنجليزية)
- بلازس تاروكزي على موقع بطولة ويمبلدون (الإنجليزية)
- بلازس تاروكزي على موقع خلاصة التنس.كوم (الإنجليزية)

الصفحة الخاصة باللاعب بلازس تاروكزي في موقع رابطة محترفي كرة المضرب.